# Орландовски манастир
Орландовски манастир „Свети Трима Светители“ е действащ български мъжки православен манастир в София.

## Местоположение
Намира се в квартал Орландовци, в град София на адрес улица Одеса N 26.

## История
Манастирът е основан през 19 век, като най-вероятно на това място или в близост е съществувал манастир и през Средновековието. Понастоящем е постоянно действащ, мъжки с възпитаници на Семинарията.

## Архитектура
Състои се от черква, жилищни едноетажни сгради.